# Ordem Indiana do Mérito
A Ordem Indiana do Mérito era uma Ordem britânica. Foi primeiro introduzida pela Companhia das Índias Orientais em 1837. A Ordem Indiana do Mérito era a única medalha do galhardia disponível aos soldados nativos entre 1837 e 1907 quando a Indian Distinguished Service Medal foi introduzida, e quando a Cruz Vitória foi aberta a soldados nativos, em 1911. Ambas as divisões da ordem foram removidas quando a Índia tornou-se independente em 1947. Quem possuía a ordem poderia usar as letras IOM após o nome. A Ordem possuía três classes e duas divisões, civil e militar.